# 聖安東尼奧省

聖安東尼奧省是智利的54個省份之一，位於該國中部，由瓦爾帕萊索大區負責管轄，首府設於聖安東尼奧，面積1,511平方公里，2002年人口136,594，人口密度每平方公里90.4人。

## 外部連結
- （西班牙文） Official link （页面存档备份，存于）